# السيموس عالي السرعة
السيموس عالي السرعة (بالإنجليزية: HCMOS)‏ اختصارا ل (High speed Complementary Metal Oxide Semiconductor) والتي تعني (شبه موصل أكسيد الفلز المكمـِّل عالي السرعة)، هو مجموعة من المواصفات للتصنيفات الكهربائية وخصائصها، ويشكل عائلة ال74HC00. وهو جزء من سلسلة 7400 من الدوائر المتكاملة.
اتبعت عائلة 74HC00 وتحسنت على سلسلة 74C00 (التي وفرت بديل لعائلة سيموس المنطقية لسلسلة ال 4000 ولكن ابقيت على رسم جزء الرقم والرسومات التي توضح ترتيب الأطراف في الدوائر المتكاملة ووظائفها من سلسلة 7400 القياسية (وخاصة سلسلة 74LS00).
تضمن مواصفات:
- مصدر جهد كهربائي ثابت
- مدى جهد كهربائي ثابت للمدخل
- مدى جهد كهربائي ثابت للمخرج
- ارتفاع للمدخلات وزمن الهبوط
- ارتفاع للمخرجات وزمن الهبوط